# Donji Kneginec
Donji Kneginec falu Horvátországban, Varasd megyében. Közigazgatásilag  
Gornji Kneginechez tartozik.

## Fekvése
Varasdtól 6 km-re délkeletre, községközpontja Gornji Kneginec északkeleti szomszédságában a Drávamenti-síkság szélén fekszik.

## Története
A település 1789-ben bukkan fel a zágrábi püspökség egyházi igazgatási rendjéről szóló oklevelében, mely szerint a gornji knegineci újonnan alapított Szent Mária Magdolna plébánia az újonnan felállított varasdi főesperességhez tartozik. Az írás megemlíti filiáit is, Donji Kneginec, Lužan és Koradovic falvakat és a hozzájuk tartozó szőlőhegyeket mintegy 1118 lélekkel.
Donji Kneginecnek 1857-ben 131, 1910-ben 530 lakosa volt. A falu 1920-ig Varasd vármegye Varasdi járásához tartozott, majd a Szerb-Horvát Királyság része lett. 2001-ben a falunak 235 háza és 761 lakosa volt.

## Nevezetességei
Jézus Szíve tiszteletére szentelt kápolnája 1940-ben épült.